# Slavjanskibaai
De Slavjanskibaai of Slavjanskigolf (Russisch: Славянский залив; Slavjanski zaliv; "Slavische baai/golf") is een binnenbaai aan de noordwestelijke kust van de Baai van Peter de Grote, die bestuurlijk gezien onder het district Chasanski van de Russische kraj Primorje valt. De baai ligt tussen de kaap van het schiereiland Bjoesa en het zuidelijke punt van het schiereiland Jankovskogo. De baai heeft een lengte van ongeveer 9,3 kilometer (aan de monding: 4,85 kilometer) en een diepte tot 21 meter.
In het noordwestelijke deel van de baai bevindt zich de Severnajabocht (noordelijke bocht). De westelijke kust en de kust van de Severnajabocht bestaan uit een lage vlakte, die bedekt is met gras en struikgewas. In het zuidwestelijke deel van de Severnajabocht mondt de rivier de Broesja uit. De noordoostelijke kust van de baai wordt gevormd door het bergachtige schiereiland Jankovskogo, die door een lage landengte met het vasteland is verbonden. Aan oostzijde van de baai liggen de eilanden Sidorova en Gerasimova (eiland), die door de zeestraat Stenina van elkaar worden gescheiden. In het zuiden liggen de bochten Kroeglaja, Nerpa en Slavjanka en bevinden zich de plaatsen Slavjanka en Baza Kroeglaja.
Van maart-april tot augustus komt er mist in de baai voor. In de zomer kan de watertemperatuur in ondiepe delen oplopen tot 25 tot 28 graden. In midden december begint de ijsvorming en begin maart zet de dooi in, waarna de baai begin april weer ijsvrij is. Het water is zo helder dat vanaf het wateroppervlak 25 meter naar beneden kan worden gekeken. Rondom de baai bevinden zich een aantal zand- en kiezelstranden, die toeristen trekken en waaromheen een aantal pensions en hotels zijn gebouwd. De baai vormt verder een populair duikgebied.